# Blues Breakers with Eric Clapton
Blues Breakers with Eric Clapton är ett musikalbum av John Mayall & the Bluesbreakers som lanserades 1966 på skivbolaget Decca. Skivan består till ungefär hälften av originalkompositioner och hälften av gamla blueskompositioner. På de flesta av låtarna dominerar Eric Claptons gitarr ljudbilden. Det var också Clapton som fick mest uppmärksamhet på skivans "liner notes" av Neil Slaven. Han kom dock inte att spela med gruppen särskilt länge utan bildade snart Cream.
På skivomslaget kan Eric Clapton ses läsa den brittiska serietidningen The Beano.
Albumet blev av magasinet Rolling Stone listat som #195 på listan The 500 Greatest Albums of All Time. 

## Låtlista
(Kompositör inom parentes)
Sida 1
1. "All Your Love" (Otis Rush) – 3:36
2. "Hideaway" (Freddie King/Sonny Thompson) – 3:17
3. "Little Girl" (John Mayall) – 2:37
4. "Another Man" (Mayall) – 1:45
5. "Double Crossing Time" (Eric Clapton/Mayall) – 3:04
6. "What'd I Say" (Ray Charles) – 4:29

Sida 2
1. "Key to Love" (Mayall) – 2:09
2. "Parchman Farm" (Mose Allison) – 2:24
3. "Have You Heard" (Mayall) – 5:56
4. "Ramblin' on My Mind" (Robert Johnson) – 3:10
5. "Steppin' Out" (L.C. Frazier) – 2:30
6. "It Ain't Right" (Walter Jacobs) – 2:42

## Medverkande
Musiker
- John Mayall – hammondorgel, piano, sång
- Eric Clapton – elgitarr, sång (på "Ramblin' on My Mind")
- John McVie – basgitarr
- Hughie Flint – trummor
- Alan Skidmore – saxofon
- John Almond – tenorsaxofon
- Derek Healey – trumpet

Produktion
- Mike Vernon – producent
- Gus Dudgeon – ljudtekniker

## Listplaceringar
- UK Albums Chart, Storbritannien: #6[2]